# Wilhelm Schüchter

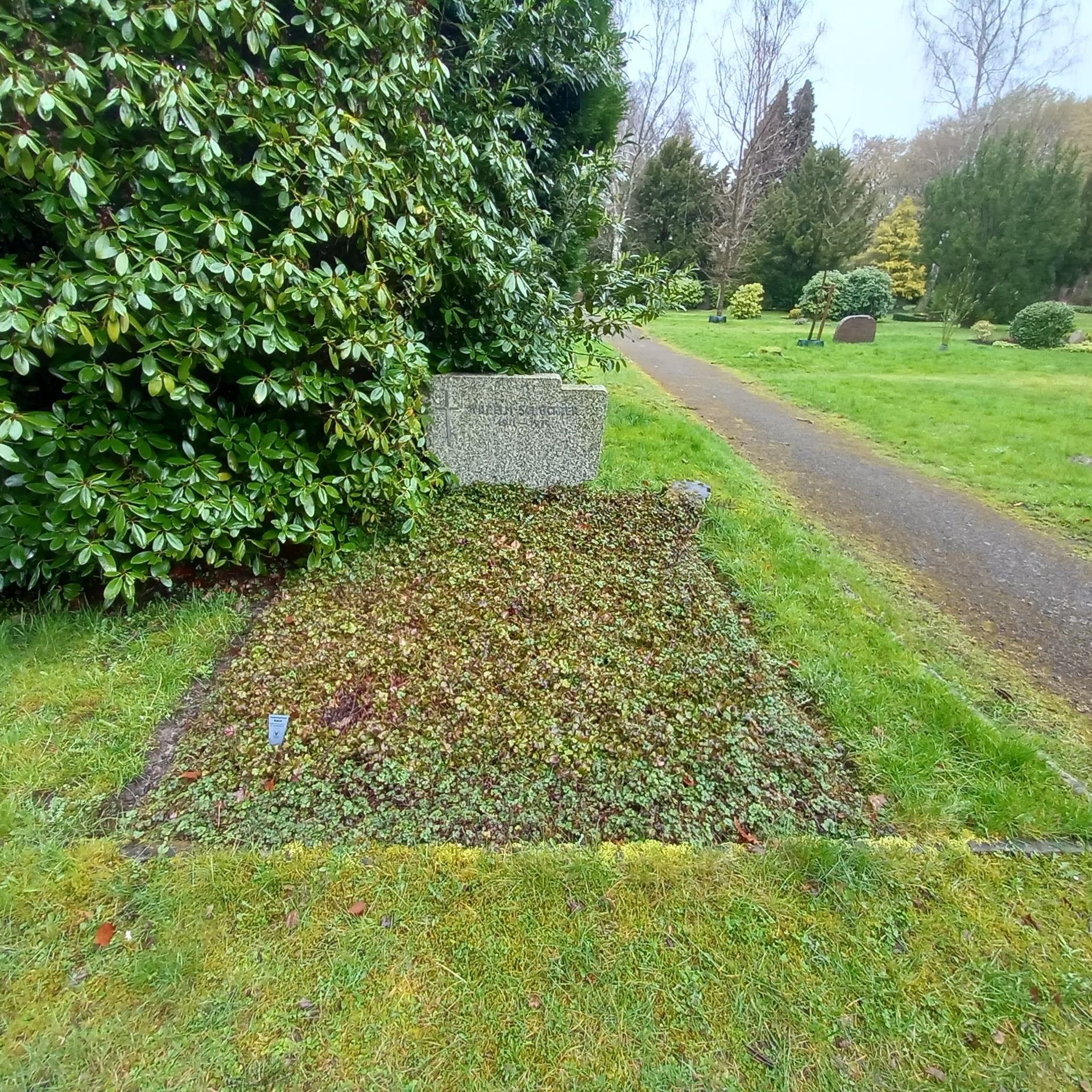
Das Grab von Wilhelm Schüchter auf dem Friedhof Großholthausen in Dortmund

Wilhelm Schüchter (* 15. Dezember 1911 in Bonn; † 27. Mai 1974 in Dortmund) war ein deutscher Dirigent.

## Leben und Wirken
Der Sohn eines Chorleiters studierte an der Hochschule für Musik in Köln Klavier, Komposition (bei Philipp Jarnach) und Orchesterleitung (bei Hermann Abendroth). Anschließend debütierte er 1937 am Landestheater Coburg mit der Sizilianischen Bauernehre von Mascagni und Leoncavallos Der Bajazzo. In der Saison 1940/41 war er am Stadttheater Würzburg engagiert, in der darauffolgenden Saison wirkte er unter Karajan am Stadttheater Aachen. 1943/44 war er als Erster Kapellmeister am Theater am Nollendorfplatz in Berlin tätig. Von 1945 bis 1957 war er neben Hans Schmidt-Isserstedt stellvertretender Dirigent des Sinfonieorchesters von Radio Hamburg (später „NWDR-Sinfonieorchester“ bzw. „NDR Sinfonieorchester“). 1953–1955 wirkte Schüchter zusätzlich als Chefdirigent der Nordwestdeutschen Philharmonie in Herford. In den Jahren 1959–1962 leitete er das NHK-Sinfonieorchester in Tokio. Zuletzt war er von 1962 bis 1974 GMD des Philharmonischen Orchesters der Stadt Dortmund, heute: Dortmunder Philharmoniker, ab 1966 war er auch Künstlerischer Leiter der Oper Dortmund.

### Würdigung
Er soll eine autoritäre Persönlichkeit gewesen sein und forderte eine Präzision von den Musikern, die eine brillante und oftmals nahezu opulente Klangentfaltung bewirkte und ihn zu einem hervorragenden Orchestererzieher machte. Die Dortmunder Philharmoniker erlebten unter seiner Leitung einen deutlichen Qualitätssprung.

## Diskographie
Vor allem für EMI spielte er zahlreiche Konzertaufnahmen (Philharmonia Orchestra, Nordwestdeutsche Philharmonie) und Opern-Querschnitte ein, vornehmlich in deutscher Sprache mit den wichtigsten deutschen Künstlern seiner Zeit (Erna Berger, Elisabeth Grümmer, Erika Köth, Gottlob Frick, Rudolf Schock).
Siehe dazu weiter unten den umfangreichen Eintrag im Katalog des Deutschen Musikarchivs. Darüber hinaus befinden sich zahlreiche Produktionen mit ihm in den Archiven deutscher Rundfunkanstalten, namentlich des NDR und des WDR.